# Rosa de Carvalho Alvarenga
Rosa de Carvalho Alvarenga, auch bekannt als Dona Rosa, Nha Rosa oder Rosa de Cacheu (* 1780er Jahre in Cacheu, Portugiesisch-Guinea; † 1860er Jahre ebenda) war eine wichtige Kauffrau und Sklavenhändlerin in der portugiesischen Kolonie Guinea, dem heutigen Guinea-Bissau. Sie war Mutter von Honório Barreto, einem der wichtigsten portugiesischen Kolonialbeamten von Portugiesisch-Guinea im 19. Jahrhundert.

## Leben

### Herkunft
Rosa de Carvalho Alvarenga wurde in den 1780er Jahren in der Hafenstadt Cacheu der portugiesischen Kolonie Guinea geboren. Dona Rosa wuchs in ihrer Geburtsstadt auf, die zur damaligen Zeit einer der wichtigsten Umschlagplätze des Sklavenhandels an der guineischen Küste war.
Ihre Familie war stark im Handel wie in der Verwaltung des von Portugal okkupierten Territoriums eingebunden und besaß bereits seit den ersten portugiesischen Festungen in den 1640er Jahren Güter in der Region Cacheu / Casamance. Dona Rosas Vater, Manuel de Carvalho Alvarenga, entstammte einer kapverdischen Familie, die in den 1700er Jahren aufs Festland gezogen war und in der Kolonie als Hafenmeister der Häfen von Cacheu, Farim und Ziguinchor dienten; er selbst war Garnisonsanführer von Ziguinchor. Dona Rosas Bruder, Francisco de Carvalho Alvarenga, war ein wichtiger Kaufmann in Ziguinchor. Dona Rosas Tante (oder Halbschwester), Josefa de Carvalho Alvarenga, war eine reich verheiratete Kapverdin, die große Ländereien und viele Sklaven auf den Kapverden besaß. Mütterlicherseits ist die Herkunft Dona Rosas nicht bekannt, es wird jedoch angenommen, dass sie aus dem Volk der Bainounka stammte, einer Bevölkerungsgruppe mit zahlreichen Handelsfamilien.

### Ehe mit João Barreto
In den 1800er Jahren – vermutlich um 1802 – heiratete sie João Pereira Barreto Júnior (* 1772), Sohn eines kapverdischen Priesters und einer guineischen Sklavin. Baretto hatte sich mühsam hochgearbeitet und war zu der Zeit bereits ein hochrangiger Beamter in Cacheu und hatte auch ein Handelshaus gegründet. Mit Barreto hatte Dona Rosa zwei Kinder, Maria Pereira Baretto (* 1808) und Honório Pereira Barreto (* 1813). Die Ehe der beiden hatte auch einen wirtschaftlichen Hintergrund, da sie zwei wichtige Handelsfamilien der Kolonie miteinander verband. Zwei Jahre nach ihrer Hochzeit wurde João Pereira Barreto Júnior im Jahr 1804 zum Capitão-Mor (Verwalter) von Cacheu ernannt und galt sowohl in der Kolonie wie auf den Kapverden und in Lissabon als hoch angesehen.
Dona Rosa selbst galt als erfahrene und fähige Händlerin, die besonders gute Beziehungen zu den Völkern im Inland der Kolonie pflegte – während ihr Ehemann sich um die Handelsbeziehungen nach Portugal, Brasilien und die Kapverden kümmerte. Beide besaßen mehrere Schiffe, die auch am interkontinentalen Sklavenhandel beteiligt waren.

### Blüte des Familienunternehmens
1829 verstarb Dona Rosas Ehemann João Pereira Barreto Júnior plötzlich. Daraufhin holte Dona Rosa ihren Sohn Honório, der zum Studium an die Universität von Coimbra geschickt worden war, nach Guinea zurück, um mit ihm gemeinsam das Familienunternehmen zu führen. Die gemeinsam geführten Handelsgeschicke der beiden galten als überaus erfolgreich, sodass Mutter und Sohn bis weit in die 1850er Jahre den Handel in der Region Cacheu/Ziguinchor dominierten. Dona Rosa verstand die Geschicke des interkontinentalen Sklavenhandels derart zu meistern, dass sie Kapitänen genauen Anweisungen für die Überfahrten nach Amerika gab, um die Küstenpatrouillen zur Abschreckung der Sklavenhändler zu umgehen.
Dona Rosa pflegte enge und gute Beziehungen zu den Völkern und Gruppen, wie den Pepel, Bainounka und Felupe. Diese ermöglichten es ihr, ihre Handelsgeschäfte nicht nur auf Sklaven zu begrenzen: Neben wichtigen Information über Schmuggelrouten war sie auch eine der ersten, die in der Region Reis am Saral-Fluss anbauen ließen – der sich auch als Schmuggler-Route nutzen ließ. Später verfügte sie auch über Plantagen (morgadios) auf der kapverdischen Insel Santiago, sodass ihr Familienunternehmen auch über diese Insel ihren Handel mit Sklaven, Reis, Baumwolle, Tabak und anderem abwickeln konnte.
1834 wurde Dona Rosas Sohn, Honório, erstmals zum Capitão-Mor (Verwalter) von Cacheu ernannt, und wenig später, 1837 bis 1839 zum Capitão-Mor de Bissau ernannt, dem höchsten kolonialen Amt in dem portugiesischen Territorium. Es wird angenommen, dass er vor allem aufgrund des guten Rufes und Fähigkeiten seiner Mutter aufsteigen konnte. Honório verstand es geschickt, politische Diplomatie mit den Handelsgeschäften seiner Mutter zu verknüpfen, sodass das Familienunternehmen ab den 1840ern eine weitere Blüte erlebte. Honório Barreto erhielt weitere Verwaltermandate: 1840–1841 noch mal Capitão-Mor de Bissau sowie 1846–1848 und 1852 bis etwa 1854 zwei Mandate als Verwalter von Cacheu.
Um 1850 herum hatte das Handelsgeschäft von Rosa Alvarenga praktisch ein Monopol in der Region Cacheu/Ziguinchor erlangt. Laut des Sklaven-Zensus von 1856 besaß Dona Rosa bei weitem über die meisten Sklaven, insgesamt mehr als 15 Prozent der Gesamtzahl.

### Tod des Sohnes, Tod der Mutter
1859 verstarb Dona Rosas Sohn Honório überraschend, was sie stark mitnahm. Sie selbst verstarb ebenfalls kurz darauf. Die Erben konnten den Niedergang des Familienunternehmens nicht aufhalten, dennoch blieben die Alvarenga- und Barreto-Nachkommen weiterhin wichtige Namen in Politik und Handel Portugiesisch-Guineas.

## Bibliographie
- IV.1. Traders as mothers: Rosa de Carvalho Alvarenga, S. 201ff., in: Philip J. Havik: Silences and Soundbites: The Gendered Dynamics of Trade and Brokerage in the Pre-colonial Guinea Bissau Region, Lit Verlag, 2004, ISBN 3825877094
- Slaves and Rice: Dona Rosa, S. 314–319, in: Gwyn Campbell, Suzanne Miers und Joseph Calder Miller: Women and Slavery – Africa, the Indian Ocean World, and the Medieval North Atlantic, Band 1, Ohio University Press, Athens, 2007